# Sabicea oblongifolia
Sabicea oblongifolia är en måreväxtart som först beskrevs av Friedrich Anton Wilhelm Miquel, och fick sitt nu gällande namn av Julian Alfred Steyermark. Sabicea oblongifolia ingår i släktet Sabicea och familjen måreväxter. Inga underarter finns listade i Catalogue of Life.